# Stanley (Iowa)
Pour les articles homonymes, voir Stanley.
Rowley est une ville des comtés de Buchanan et Fayette, en Iowa, aux États-Unis. 